# Коуэн, Дуэйн
Дуэйн Коуэн (англ. Dwayne Cowan; род. 1 января 1985) — британский легкоатлет, специализирующийся в беге на 400 метров.

## Биография
Отец Дуэйна — Ллойд Коуэн, бывший британский бегун на 110 метров с барьерами, после окончания карьеры ставший тренером многих известных легкоатлетов (например, олимпийской чемпионки на дистанции 400 метров Кристин Охуруогу).
Коуэн-младший изначально не пошёл по стопам своего отца и стал заниматься футболом. Несколько лет выступал за полупрофессиональные команды и только в 28 лет из-за травм принял решение попробовать свои силы в лёгкой атлетике. Его последним клубом стал ФК «Фишер» из лиги графства Кент — одиннадцатого уровня в системе футбольных лиг Англии.
Первый год тренировался самостоятельно, добившись неплохих результатов в беге на 200 (21,08) и 400 метров (47,28). С 2014 года стал готовиться под руководством отца.
В 2017 году показал ряд высоких результатов на дистанции 400 метров, в том числе впервые пробежал её быстрее 46 секунд — 45,75. Выступал за сборную Великобритании на командном чемпионате Европы, где финишировал первым с личным рекордом 45,46.

## Основные результаты
| Год  | Турнир                     | Место проведения | Дисциплина | Место | Результат |
| ---- | -------------------------- | ---------------- | ---------- | ----- | --------- |
| 2017 | Командный чемпионат Европы | Лилль, Франция   | 400 м      | 1-е   | 45,46     |